# Contea di Kleberg
La contea di Kleberg in inglese Kleberg County è una contea dello Stato del Texas, negli Stati Uniti. La popolazione al censimento del 2010 era di 32 061 abitanti. Il capoluogo di contea è Kingsville. La contea è stata organizzata nel 1913, e prende il nome da Robert Justus Kleberg (1803–1888), colono tedesco e soldato nella Battaglia di San Jacinto.

## Geografia fisica
| Anno | Popolazione | ±%    |
| ---- | ----------- | ----- |
| 1920 | 7 837       |       |
| 1930 | 12 451      | 58,9% |
| 1940 | 13 344      | 7,2%  |
| 1950 | 21 991      | 64,8% |
| 1960 | 30 052      | 36,7% |
| 1970 | 33 166      | 10,4% |
| 1980 | 33 358      | 0,6%  |
| 1990 | 30 274      | −9,2% |
| 2000 | 31 549      | 4,2%  |
| 2010 | 32 061      | 1,6%  |

Secondo l'Ufficio del censimento degli Stati Uniti d'America la contea ha un'area totale di 1 090 miglia quadrate (2800 km²), di cui 881 miglia quadrate (2280 km²) sono terra, mentre 209 miglia quadrate (540 km², corrispondenti al 19% del territorio) sono costituiti dall'acqua. Confina con il Golfo del Messico. Baia di Baffin costituisce una sostanziosa parte del confine con Kenedy County.

### Strade principali
- U.S. Highway 77
- Interstate 69E (in costruzione)
- State Highway 141
- State Highway 285
- Farm to Market Road 771
- Park Road 22

### Contee adiacenti
- Nueces County (nord)
- Kenedy County (sud)
- Brooks County (sud-ovest)
- Jim Wells County (ovest)

### Aree nazionali protette
- Padre Island National Seashore